# Romualdo Pacheco
José Antonio Romualdo Pacheco Jr. (ur. 31 października 1831, zm. 23 stycznia 1899) – polityk i dyplomata amerykański, członek Partii Republikańskiej, trzykrotnie zasiadał w Izbie Reprezentantów Stanów Zjednoczonych, jako przedstawiciel czwartego okręgu wyborczego w Kalifornii, dwunasty gubernator stanu Kalifornia, 9. porucznik gubernator Kalifornii (1871-1875), 9. skarbnik stanu Kalifornia (1863–1867), senator stanu Kalifornia (1857-1863). Był również ambasadorem Stanów Zjednoczonych w Gwatemali, Hondurasie, Salwadorze, Kostaryce i Nikaragui (1891). Uczestnik wojny secesyjnej. Sędzia i ranczer.
Do dziś Pacheco pozostaje jedynym latynoskim gubernatorem Kalifornii, odkąd stan ten został oficjalnie włączony do Stanów Zjednoczonych. Był również pierwszym gubernatorem w historii Kalifornii, który urodził się na jej terytorium.